# Rhododendron brachygynum
Rhododendron brachygynum är en ljungväxtart som beskrevs av H. F. Copeland. Rhododendron brachygynum ingår i släktet rododendron, och familjen ljungväxter. Inga underarter finns listade i Catalogue of Life.